# NGC 1224
NGC 1224 is een elliptisch sterrenstelsel in het sterrenbeeld Perseus. Het hemelobject werd op 20 augustus 1885 ontdekt door de Amerikaanse astronoom Lewis A. Swift.

## Synoniemen
- PGC 11886
- UGC 2578
- MCG 7-7-34
- ZWG 540.55